# Molotschne (Saky)
Molotschne (ukrainisch Молочне – bis 1945 Терекли-Конрат/Terekli-Konrat; russisch Молочное/Molotschnoje, krimtatarisch Terekli Qoñrat) ist ein Dorf in der Autonomen Republik Krim in der Ukraine etwa 68 Kilometer nordwestlich von Simferopol nahe der Küste zum Schwarzen Meer gelegen.
Der Ort bildet zusammen mit den Nachbardörfern Abrykossiwka (Абрикосівка) und Wityne (Вітине) die gleichnamige Landratsgemeinde. Bedeutung für den Ort hat vor allem die 1989 eröffnete Straßenbahn Molotschne, welche den etwas weiter landeinwärts liegenden Ort mit dem Strand verbindet und die kürzeste Straßenbahnstrecke der Welt ist.

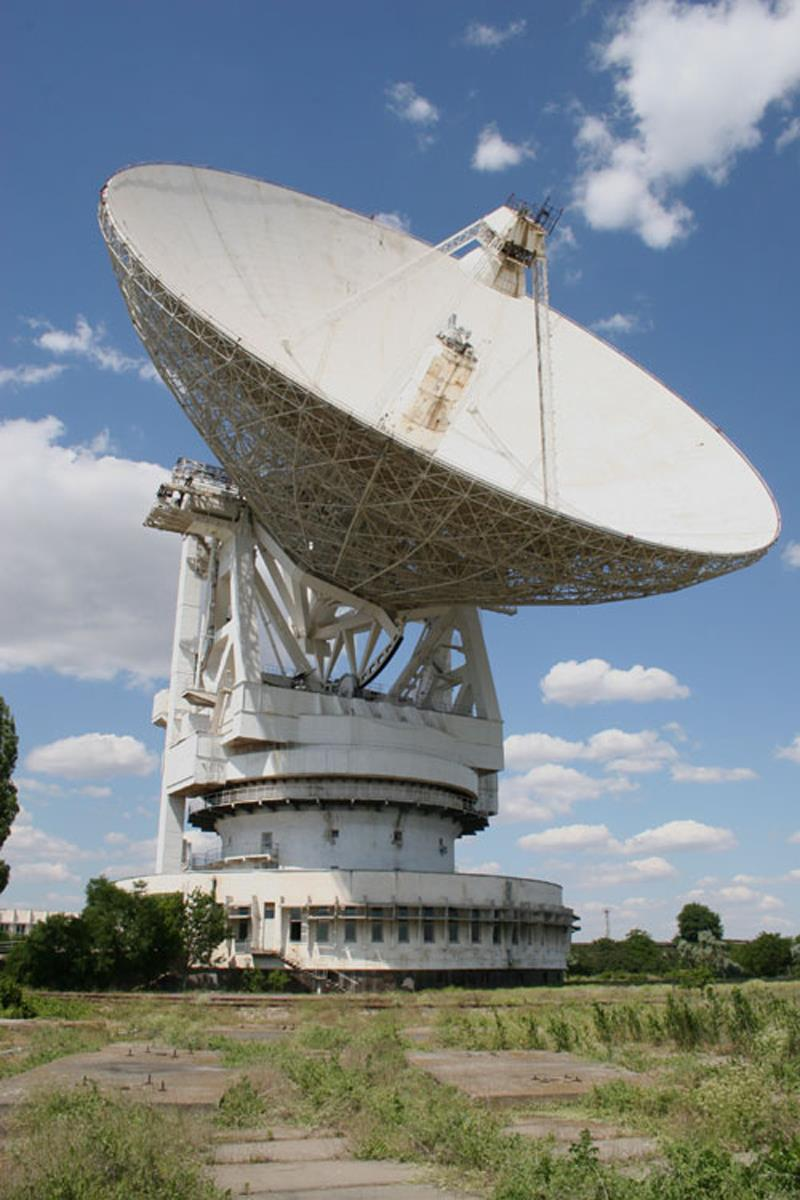
Planetary Radar RT-70
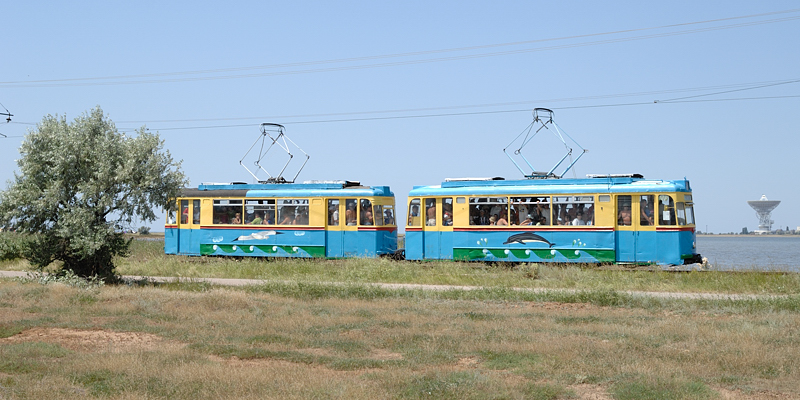
Straßenbahn